# Leptosynapta minuta
Leptosynapta minuta är en sjögurkeart som först beskrevs av Eduard Becher 1906.  Leptosynapta minuta ingår i släktet Leptosynapta och familjen masksjögurkor. Arten har ej påträffats i Sverige. Inga underarter finns listade i Catalogue of Life.